# Prise de Saint-Jean de Terre-Neuve
Deuxième guerre intercoloniale
Batailles
Québec et Terre-Neuve :
- Terre-Neuve
- Saint-Jean (1re)
- Saint-Jean (2e)
- Fort Albany
- Québec

Acadie et Nouvelle-Angleterre :
- Côte nord-est
- Deerfield
- Grand Pré
- Port-Royal (1er)
- Haverhill
- Port-Royal (2e)
- Bloody Creek

Caroline et Floride :
- Flint River
- St. Augustine
- Apalache
- Charles Town
- Pensacola

La prise de Saint-Jean de Terre-Neuve est une bataille au cours de laquelle les forces françaises prennent la place forte de Saint-John aux Anglais en 1709.

## Le contexte
Depuis les razzias anglaises sur les pêcheries françaises de Terre-Neuve par les forces anglaises depuis notamment 1702, les colons et pêcheurs français s'organisent pour se défendre. La réplique cinglante des Français interviendra le 1er janvier 1709 avec la préparation, quelques semaines plus tôt, en 1708, de l'attaque surprise de la place forte britannique de Saint-Jean située sur la côte orientale de l'île de Terre-Neuve.

## L'organisation
C'est Joseph de Monbeton de Brouillan dit « Saint-Ovide », lieutenant de roi et futur gouverneur de l'Acadie, qui commanda l'attaque de Saint-Jean de Terre-Neuve, avec l'appui de son supérieur, le gouverneur de Plaisance,  Philippe de Pastour de Costebelle, et du gouverneur de l'Acadie Daniel d'Auger de Subercase.

## La bataille
Approvisionnée par Joseph Lartigue, l'expédition est appuyée par la frégate Vénus, commandée par Louis Denys de la Ronde et forte de 50 hommes d’équipage. L’expédition arrive devant Saint-Jean aux premières heures du 1er janvier 1709. À la faveur de l’obscurité, elle passe inaperçue et parvient à prendre position autour du fort William (en), dans l'attente d'un signal de Saint-Ovide. Dans le récit qu'il fait de l'attaque, les Anglais sous les ordres de Thomas Lloyd n’opposent qu’une faible défense. Thomas Lloyd lui-même est réveillé en catastrophe par les vigies. Saint-Ovide déclare :
« Jay Crié un vive le Roy […] Je guagné les chemin couvert avec quinze a saize hommes et traversée le fossé, malgré le feu des deux forts je fi planter deux eschelle que jamena et fit monter six hommes […] lorsque les habitans me virent maistre des remparts [ils] me firent demandé Cartier. »
L'attaque est menée en un peu plus d'une heure. Au cours de l'assaut les Français perdent trois hommes et comptent onze blessés. Les Anglais sont faits prisonniers et embarqués. 
Saint-Ovide, pour cette action, reçoit la croix de Saint-Louis. Toutefois, Costebelle se rend rapidement compte,  que les ressources dont il dispose ne lui permettront pas de tenir longtemps cette position et, en avril, il donne l’ordre d’abandonner Saint-Jean qu'il fait détruire. Saint-Ovide obéit à regret, les forts sont rasés et les Français emportent l’artillerie et les munitions anglaises d'une valeur de plus de 50 000 livres.
Les Anglais reviendront plus tard réoccuper les lieux et rebâtir leur place-forte de Saint John. 